# Landkreis Sigmaringen
Landkreis Sigmaringen is een Landkreis in de Duitse deelstaat Baden-Württemberg. Op 31 december 2020 telde de Landkreis 130.946 inwoners op een oppervlakte van 1.204,36 km². Kreisstadt is de stad Sigmaringen.

## Steden en gemeenten

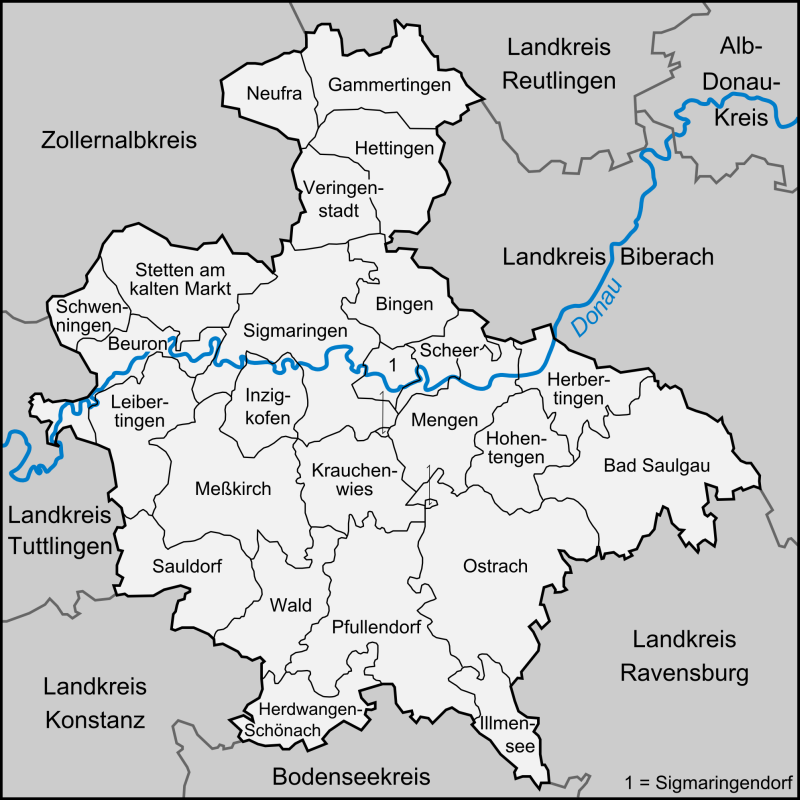

Steden
1. Bad Saulgau
2. Gammertingen
3. Hettingen
4. Mengen
5. Meßkirch
6. Pfullendorf
7. Scheer (Donau)
8. Sigmaringen
9. Veringenstadt

Overige gemeenten
1. Beuron
2. Bingen
3. Herbertingen
4. Herdwangen-Schönach
5. Hohentengen
6. Illmensee
7. Inzigkofen
8. Krauchenwies
9. Leibertingen
10. Neufra
11. Ostrach
12. Sauldorf
13. Schwenningen
14. Sigmaringendorf
15. Stetten am kalten Markt
16. Wald

Alb-Donau-Kreis · Baden-Baden · Biberach · Bodenseekreis · Böblingen · Breisgau-Hochschwarzwald · Calw · Emmendingen · Enzkreis · Esslingen · Freiburg im Breisgau · Freudenstadt · Göppingen · Heidelberg · Heidenheim · Heilbronn (stad) · Landkreis Heilbronn · Hohenlohe · Karlsruhe (stad) · Landkreis Karlsruhe · Konstanz · Lörrach · Ludwigsburg · Main-Tauber-Kreis  · Mannheim · Neckar-Odenwald-Kreis · Ortenaukreis · Ostalbkreis · Pforzheim · Rastatt · Ravensburg · Rems-Murr-Kreis · Reutlingen · Rhein-Neckar-Kreis · Rottweil · Schwäbisch Hall · Schwarzwald-Baar-Kreis · Sigmaringen · Stuttgart · Tübingen · Tuttlingen · Ulm · Waldshut · Zollernalbkreis
Bad Saulgau ·
Beuron ·
Bingen ·
Gammertingen ·
Herbertingen ·
Herdwangen-Schönach ·
Hettingen ·
Hohentengen ·
Illmensee ·
Inzigkofen ·
Krauchenwies ·
Leibertingen ·
Mengen ·
Meßkirch ·
Neufra ·
Ostrach ·
Pfullendorf ·
Sauldorf ·
Scheer ·
Schwenningen ·
Sigmaringen ·
Sigmaringendorf ·
Stetten am kalten Markt ·
Veringenstadt ·
Wald